# Hr.Ms. Hercules (1940)
De Hr.Ms. Hercules (FY 1731) was een Nederlandse hulpmijnenveger. Het schip was gebouwd als IJM 196 door de Britse scheepswerf Earle Shipbuilding Co. in Hull.
Na de val van Nederland in mei 1940 wist het schip te vluchten naar het Verenigd Koninkrijk, waar het schip nog datzelfde jaar werd gevorderd en omgebouwd tot hulpmijnenveger. Als mijnenveger voerde het schip veegoperaties uit in de Britse wateren. Het schip maakte deel uit van de 65ste mijnenvegergroep te Milford Haven, andere schepen bij deze groep waren de Vikingbank en Gerberdina Johanna. Op 23 april 1942 werd het schip wegens de leeftijd uit dienst gesteld en teruggeven aan de eigenaar.